# Beinn a Bhraghad
Beinn a Bhraghad är en kulle i Storbritannien.   Den ligger i kommunen Highland och riksdelen Skottland, i den nordvästra delen av landet, 700 km nordväst om huvudstaden London. Toppen på Beinn a Bhraghad är 459 meter över havet, eller 334 meter över den omgivande terrängen. Bredden vid basen är 15,2 km. Beinn a Bhraghad ligger på ön Skye. Den ingår i Cuillin Hills.
Terrängen runt Beinn a Bhraghad är huvudsakligen kuperad.Trakten runt Beinn a Bhraghad består i huvudsak av gräsmarker.